# Tomáš Nielsen
Tomáš Nielsen (* 4. listopadu 1976) je český právník, který se dlouhodobě věnuje právu v oblasti IT, internetu, telekomunikací a médií, dále finančnímu právu, mezinárodním investičním projektům a autorskému a mediálnímu právu. Od roku 2020 se angažuje v ochraně práv, svobod a právního řádu v souvislosti s covidovou krizí. V červnu 2022 spoluzaložil stranu PRO 2022, jejímž byl do června 2023 prvním místopředsedou, kdy ze strany vystoupil. Od června 2021 je předsedou Institutu práva a občanských svobod.

## Život

### Raná léta
V 90. letech 20. století vedl pražskou organizaci mladých komunistů. V roce 1995 hlásal na demonstraci k 78. výročí říjnové revoluce, že „konečné vítězství práce nad kapitálem, komunismu nad kapitalismem, je nevyhnutelné.“
V roce 2003 absolvoval Právnickou fakultu Univerzity Karlovy v Praze., od roku 2006 působí v advokacii.

### Profesní dráha
Působil jako právník a později též partner v mezinárodní advokátní kanceláři Rowan Legal. V roce 2011 založil vlastní advokátní kancelář Nielsen, která byla téhož roku přejmenována na Nielsen Meinl (od července 2011 do ledna 2018 byla druhou společnicí Barbara Meinl) a v roce 2020 na Nielsen Legal. V březnu 2020 zaměstnávala podle evidence České advokátní komory dva koncipienty.
Byl šéfredaktorem časopisu Technologies & Prosperity a ředitelem rozvoje sítě IT podnikatelů Tuesday Business Network (dříve First Tuesday). Byl rozhodcem Mezinárodního rozhodčího soudu v Rize. V minulosti byl prezidentem Sdružení uživatelů elektronických komunikací v ČR. Přednášel telekomunikační právo na Právnické fakultě Univerzity Karlovy a právo ICT na Fakultě dopravní ČVUT.
Je laureátem výroční ceny České asociace elektronických komunikací za rok 2014. Je také držitelem ocenění Právník roku v oblasti IT za rok 2018.

### Aktivismus a politika
Od března 2020 se v reakci na koronavirovou krizi věnuje tématům ochrany základních práv a svobod a principů demokratického právního státu. Patří mezi zakládající členy právnického sdružení Pro Libertate – Institut práva a občanských svobod, byl spoluzakladatelem iniciativy Zdravé fórum a od března 2022 patřil k trojici prvních mluvčích platformy Charta 2022. V listopadu 2021 spoluzakládal Nielsen odborovou organizaci Pro Libertate 20), která hájí práva zaměstnanců. Odborová organizace vznikla v reakci na snahy o zavedení povinného očkování policistů, hasičů a dalších členů Integrovaného záchranného systému. V médiích se vyjadřoval proti omezování svobody a cenzuře ve vztahu ke covidové situaci.
V listopadu 2021 jménem spolku Pro Libertate z pozice jeho předsedy obeslal české domovy pro seniory žádostí o data o úmrtích a očkování jejich klientů za účelem vypracování analýzy, kterou provádí Sdružení mikrobiologů, imunologů a statistiků pod vedením matematika Tomáše Fürsta. Redaktoři webu iROZHLAS dali tyto žádosti o informaci do souvislosti s iniciativou Daniela Landy Zlatý špendlík a označili Nielsena za Landova spolupracovníka, Nielsen však uvedl, že jeho hromadné dotazy nijak nesouvisí s akcí Landovy iniciativy, aby lidé požadovali data od hygienických stanic, a ujistil, že pokud v některém ústavu deklarovali, že by pro ně byl problém ta data poskytnout, tak si je spolek nebude určitě vynucovat, což potvrdila i reportáž serveru iROZHLAS. V prosinci 2021 sepsal institut Pro Libertate dopis, v němž ředitele škol varoval, jakých protiprávních jednání (vč. možných trestných činů) se školy a jejich pracovníci mohou dopustit, když například umožní mobilnímu týmu očkovat žáky přímo ve škole, pošlou žáka s pozitivním testem domů bez písemného a odůvodněného rozhodnutí hygienické stanice, diskriminují neočkované žáky, vyžadují po žácích roušky nebo si vytváří vlastní protiepidemická pravidla. Za tyto aktivity čelí kárné žalobě od České advokátní komory. Podal k Nejvyššímu správnímu soudu 13 žalob proti vládním opatřením, z toho ve 4 případech uspěl.
V červnu 2022 se stal 1. místopředsedou nově vzniklé strany PRO 2022. Ve volbách do Senátu PČR v roce 2022 za ni kandidoval v obvodu č. 52 – Jihlava. Umístil se na 3. místě, když získal 11,88 % hlasů, a do druhého kola volby tak nepostoupil. V červnu 2023 ze strany PRO 2022 vystoupil z důvodů dlouhotrvajících neshod týkajících se její prezentace i jejího směřování.
Jménem institutu Pro Libertate vystoupil v roce 2022 dvakrát na veřejném slyšení mezivládní skupiny Světové zdravotnické organizace (WHO).

## Spoluautorství odborných textů
- Práva k duševnímu vlastnictví a jejich ochrana, European Commission - Enterprise and Industry, 2009[3]
- Company Formations, CorporateINTL, 2009[3]
- Martin Maisner a kol.: Základy softwarového práva, Wolters Kluwer ČR, Praha, 2011, ISBN 978-80-7357-638-7 (v katalogu NKČR není kolektiv autorů vyjmenován)
- Zdeněk Vaníček, Pavel Mates, Tomáš Nielsen: Zákon o elektronických komunikacích : Komentář, Linde, Praha, 2014, ISBN 978-80-7201-944-1
- Jan Hnízdil, Michal Klíma, Tomáš Nielsen, Margit Slimáková, Markéta Šichtařová, Jan Tománek: Kronika doby covidové, Nakladatelství Lidové noviny, 2022, ISBN 9788074228193